# Doxander campbelli
Doxander campbelli is een slakkensoort uit de familie van de Strombidae. De wetenschappelijke naam van de soort is voor het eerst geldig gepubliceerd in 1834 door Griffith & Pidgeon.